# Décohabitation
 (décembre 2018).
Si vous disposez d'ouvrages ou d'articles de référence ou si vous connaissez des sites web de qualité traitant du thème abordé ici, merci de compléter l'article en donnant les références utiles à sa vérifiabilité et en les liant à la section « Notes et références ».
La décohabitation est le moment auquel des personnes formant un même foyer cessent d'habiter sous le même toit, par exemple à la suite d'un départ de chez ses parents, d'une rupture conjugale ou d'une mutation professionnelle. Par extension, le terme désigne également le phénomène sociodémographique plus global du fait duquel les familles tendent à se scinder plus facilement et à voir leurs membres autrefois cohabitants vivre de plus en plus souvent séparément. Attribuée à l'individualisme croissant des sociétés occidentales, la décohabitation ainsi définie est l'une des causes souvent avancées pour expliquer une crise du logement réelle ou supposée.